# Regering-Fagnoul
De regering-Fagnoul (30 januari 1984 - 11 november 1986) was de eerste regering van de Duitstalige Gemeenschap, onder leiding van Bruno Fagnoul. De regering bestond uit een tripartite van CSP, SP en PFF. Ze werd opgevolgd door de regering-Maraite I, die gevormd werd na de verkiezingen van 26 oktober 1986.

## Samenstelling
| Ambtsbekleder | Ambtsbekleder              | Ministerie                                                                                             | Partij |
| ------------- | -------------------------- | --- | ------ |
|               | Bruno Fagnoul (1936-2023)  | Minister-president en minister Financiën, Vorming, Culturele Activiteiten en Buitenlandse Betrekkingen | PFF    |
|               | Joseph Maraite (1949-2021) | Minister Volksgezondheid en Gezin, Sport en Toerisme                                                   | CSP    |
|               | Marcel Lejoly (1948-2024)  | Minister Jeugd, Voortgezet Onderwijs, Cultureel Erfgoed en Media                                       | SP     |

Fagnoul · 
Maraite I · 
Maraite II · 
Maraite III · 
Lambertz I · 
Lambertz II · 
Lambertz III ·
Paasch I · 
Paasch II · 
Paasch III